# Constantino Gaito
Constantino Vicente Gaito (* 3. August 1878 in Buenos Aires, Argentinien; † 14. Dezember 1945 in Buenos Aires) war ein argentinischer Komponist.
Gaito erhielt am Konservatorium von Neapel eine Ausbildung als Komponist, Dirigent und Pianist. Ab 1900 lebte er wieder in seiner Heimatstadt.
Gaito komponierte unter anderem zehn Opern, drei Ballette, ein Oratorium, vier Sinfonische Dichtungen, drei Suiten, fünf Ouvertüren, Kammermusikwerke, Klavierstücke und Lieder sowie Lehrwerke für den Gesangs- und Klavierunterricht.

## Werke
- I Doria, Oper, 1899–1902
- Shafras, Oper, 1904
- Caio Petronio, escenas romanas, Oper, 1911–1914
- Streichquartett Nr. 1, op. 23, 1916
- I paggi di sua Maestà, Oper, 1920
- Fior di neve, Oper, 1919
- Streichquartett Nr. 2, op. 33 “Incaico”, 1924
- Ollantay, Oper, 1925
- Cuadro campestre, Ballett, 1926
- Edipo, Bühnenmusik, 1926
- Lázaro, Oper, 1927
- Antígona, Bühnenmusik, 1930
- La sangre de las guitarras, Oper, 1931
- La flor del Irupé, Ballett, 1929
- La ciudad de las puertas de oro, Ballett, 1947

| Personendaten    | Personendaten                                   |
| ---------------- | ----------------------------------------------- |
| NAME             | Gaito, Constantino                              |
| ALTERNATIVNAMEN  | Gaito, Constantino Vicente (vollständiger Name) |
| KURZBESCHREIBUNG | argentinischer Komponist                        |
| GEBURTSDATUM     | 3. August 1878                                  |
| GEBURTSORT       | Buenos Aires, Argentinien                       |
| STERBEDATUM      | 14. Dezember 1945                               |
| STERBEORT        | Buenos Aires, Argentinien                       |